# Distretto di Shihe
Il distretto di Shihe (浉河区S, Shīhé QūP) è un distretto della Cina, situato nella provincia di Henan e amministrato dalla prefettura di Xinyang.